# Nefta
Nefta ou Nafta (em árabe: نفطة) é um oásis e uma cidade do sul da Tunísia e a capital da delegação (espécie de distrito ou grande município) homónima, a qual faz parte da província (gouvernorat) de Tozeur. Em 2004, o  município tinha 20 308 habitantes.
Situada num extenso oásis coberto de tamareiras, junto aos limites norte do grande lago salgado Chott el Jerid, a pouca distância dos limites sul do Chott el Gharsa e das dunas do deserto do Saara, encontra-se 25 km a oeste de Tozeur, 115 km a sudoeste de Gafsa, 35 km a leste da fronteira com a Argélia, 120 km a oeste-noroeste de Kebili, 235 km a oeste de Gabès, 315 km a oeste-sudoeste de Sfax e 480 km a sudoeste de Tunes (distâncias por estrada). O clima é ameno e seco no inverno e muito quente no verão, quando é frequente soprar o siroco (vento do deserto).
A origem da cidade remonta ao período númida (séculos III a I a.C.), após o que esteve sob o domínio dos romanos e finalmente dos árabes. Durante a Idade Média tornou-se um importante centro sufista — a confraria Qadiriyya, à qual pertenceu a escritora suíça Isabelle Eberhardt (1877–1904), é célebre em todo o Magrebe. A influência dessa corrente religiosa ainda se faz sentir atualmente. Em Nefta existem cerca de cem marabutos, o mais célebre dos quais o de Sidi Bou Ali, que "libertou" a cidade dos ibaditas, converteu os seus habitantes ao Islão sunita no século XIII e fundou uma confraria religiosa muito influente. Todos os anos decorre uma peregrinação em redor à zauia de Sidi Bou Ali. Nefta é atualmente o segundo local mais sagrado da Tunísia para os muçulmanos a seguir a Cairuão.
As nascentes da chamada "corbeille de Nefta" ("cabaz de Nefta") abastecem a cidade e irrigam o vasto palmeiral, que se estende por 300 hectares onde crescem cerca de meio milhão de tamareiras. Antes de terem sido construídas canalizações, a água escorria de 152 nascentes através dum uádi que se ramificava para irrigar o palmeiral. No início dos anos 1980, o esgotamento das nascentes provocou o desaparecimento de inúmeras palmeiras.
A par da vizinha Tozeur, a arquitetura tradicional é única, sendo as construções feitas com tijolos ocre secos aos sol antes de serem cozidos, formando protuberâncias que formam decorações geométricas e que ao mesmo tempo, devido às pequenas sombras que causam, inibem o aquecimento das paredes, um efeito que é acentuado pelas correntes de convecção que se formam. As portas são fabricadas em madeira de palmeira.
Na região foram rodadas partes de grandes produções cinematográficas, como O Paciente Inglês (1996), nas ruas da cidade, e Star Wars, no deserto próximo.